# Zjednoczone Królestwo Wielkiej Brytanii i Irlandii
Zjednoczone Królestwo Wielkiej Brytanii i Irlandii (ang. United Kingdom of Great Britain and Ireland) – historyczne państwo, utworzone 1 stycznia 1801 roku poprzez połączenie Królestwa Wielkiej Brytanii (które samo powstało z połączenia Królestwa Szkocji i Królestwa Anglii w 1707 roku) oraz Królestwa Irlandii aktem unii z 1800 roku. Centralna część imperium brytyjskiego. Większość czasu istnienia Zjednoczonego Królestwa Wielkiej Brytanii i Irlandii Północnej przypada na okres tzw. stulecia Wielkiej Brytanii. 
Za czasów istnienia tego państwa, w XIX wieku, kulminację miała trwająca nieprzerwanie od końca XVI wieku angielsko-brytyjska ekspansja kolonialna – skupione wokół Zjednoczonego Królestwa imperium kolonialne objęło jedną czwartą zamieszkałych lądów na świecie (m.in. Indie, Kanadę, Australię oraz Wschodnią i Południową Afrykę), osiągając tym samym największe rozmiary w swych dziejach. Symbolem tej epoki stała się panująca w latach 1837–1901 królowa Wiktoria.

## Kwestia irlandzka
Poważnym zagrożeniem dla jedności Zjednoczonego Królestwa Wielkiej Brytanii i Irlandii były emancypacyjne dążenia katolickich Irlandczyków na początku XX wieku. Przerodziły się one w konflikt zbrojny, w wyniku którego 6 grudnia 1922 roku, na mocy traktatu angielsko-irlandzkiego na obszarze 26 hrabstw położonych na południu wyspy Irlandii powstało Wolne Państwo Irlandzkie, co stanowiło kres istnienia Zjednoczonego Królestwa Wielkiej Brytanii i Irlandii. Pozostałe 6 hrabstw irlandzkich pozostało pod zwierzchnictwem Londynu jako terytorium prowincji Irlandia Północna, będącej częścią Zjednoczonego Królestwa Wielkiej Brytanii i Irlandii Północnej.

## Władcy
Chociaż Zjednoczone Królestwo Wielkiej Brytanii i Irlandii oficjalnie przestało istnieć w 1922 roku, monarchowie brytyjscy w dalszym ciągu używali tytułu Króla lub Królowej Zjednoczonego Królestwa Wielkiej Brytanii i Irlandii, aż do 1927 roku. Wtedy to, pod wpływem królewskiego i parlamentarnego aktu w sprawie tytułów królewskich (Royal and Parliamentary Titles Act 1927), zostały ustanowione nowe tytuły dla brytyjskich monarchów, którzy panowali teraz jako Królowie Zjednoczonego Królestwa Wielkiej Brytanii i Irlandii Północnej w Wielkiej Brytanii, oraz Królowie Irlandii w Irlandii.
- 1801–1820 – Jerzy III
- 1820–1830 – Jerzy IV
- 1830–1837 – Wilhelm IV
- 1837–1901 – Wiktoria
- 1901–1910 – Edward VII
- 1910–1922/1927 – Jerzy V